# 3-Decanon
3-Decanon ist eine chemische Verbindung aus der Gruppe der Ketone.

## Vorkommen

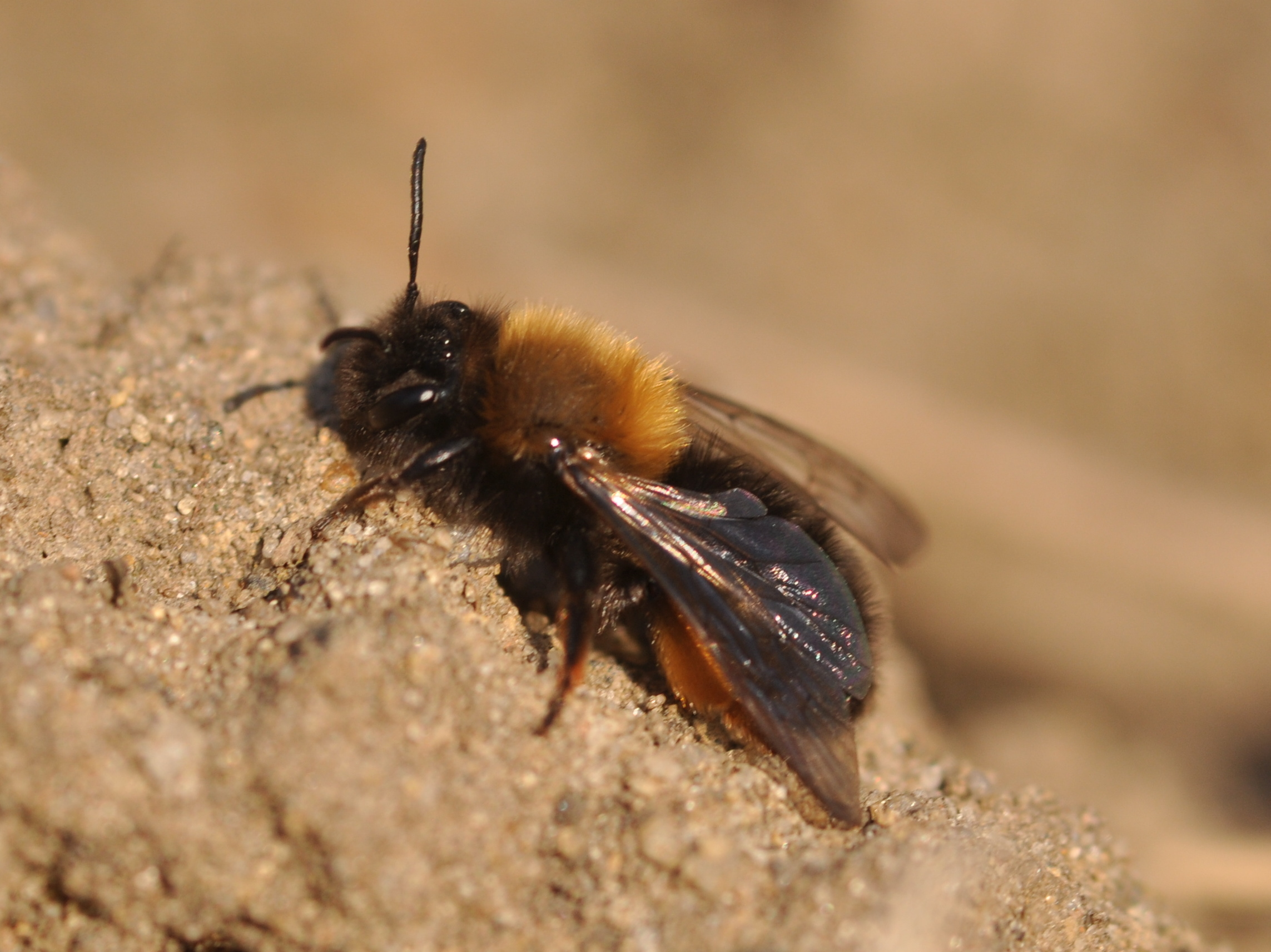
Weibchen von Andrena clarkella

3-Decanon kommt natürlich Bananen, Pilzen, Zitronenschalen, Menthaöl, erhitzter Butter und gekoschten Garnelen vor. Es ist ein charakteristisches Drüsenprodukt von Männchen und Weibchen von Andrena praecox, Andrena helvola und Weibchen von Andrena clarkella sowie Manica bradleyi und Manica mutica.

## Gewinnung und Darstellung
3-Decanon kann durch ein patentiertes Verfahren durch Oxidation von Alkanen mit Sauerstoff unter Verwendung eines Katalysators unter milden Bedingungen hergestellt werden. Auch die Darstellung durch Palladium(II)-katalysierte Wacker-Oxidation von 1-Decen in Gegenwart von Säure (HClO4) ist möglich.

## Eigenschaften
3-Decanon ist eine hellgelbe Flüssigkeit  mit zitrusorangen, blumigen und leicht fettigen Geruch.

## Verwendung
3-Decanon kann als Aromastoff verwendet werden.